# تد سیرز
تد سیرز (انگلیسی: Ted Sears؛ ۱۳ مارس ۱۹۰۰ – ۲۲ اوت ۱۹۵۸) انیماتور برجستهٔ اهل ایالات متحده آمریکا بود.
از فیلم‌ها یا مجموعه‌های تلویزیونی که وی در آن‌ها نقش داشته است، می‌توان به سفیدبرفی و هفت کوتوله، پینوکیو، فانتازیا، دامبو، بامبی، سیندرلا، آلیس در سرزمین عجایب، پیتر پن، بانو و ولگرد، نی‌نواز هاملین و زیبای خفته اشاره نمود.